# Алексий (Гроха)
Митрополит Алексий (в миру Сергей Александрович Гроха; 27 сентября 1972, Днепропетровск) — епископ Украинской Православной Церкви Московского патриархата, митрополит Балтский и Ананьевский.

## Биография
Родился 27 сентября 1972 года в городе Днепропетровске в семье служащих.
В 1979 году пошёл в первый класс Днепропетровской средней школы № 106, где в 1987 году окончил 8 классов. В 1987 году поступил на первый курс Днепропетровского республиканского базового медицинского училища № 1, которое окончил в 1991 году, получив квалификацию фельдшера.
В 1991 году поступил в Днепропетровский государственный университет на факультет «Экономика производства».
В 1992 году поступил в Одесский Свято-Успенский мужской монастырь, где 20 декабря того же года митрополитом Одесским и Измаильским Агафангелом (Саввиным), пострижен в монашество с именем Алексий в честь Алексия, митрополита Московского и всея Руси чудотворца.
3 января 1993 году митрополитом Агафангелом рукоположён в сан иеродиакона, а 7 января — в сан иеромонаха.
В том же году по просьбе митрополита Киевского и всея Украины Владимира (Сабодана) Папой и Патриархом Александрийским и всея Африки Парфением III возведён в сан игумена.
Одновременно обучался в Одесской духовной семинарии, которую окончил в 1994 году и поступил в Московскую духовную академию.
10 октября 1994 году был назначен проректором Одесской духовной семинарии и преподавателем Ветхого и Нового Заветов в первых классах.
7 апреля 1995 года в одесском кафедральном Успенском соборе митрополитом Одесским и Измаильским Агафангелом (Саввиным) возведён в сан архимандрита.
В 1997 году окончил Днепропетровский государственный университет, получив квалификацию экономиста.
В 1997 году назначен благочинным монастырей Одесской епархии.
В 1998 году назначен настоятелем храма во имя святых мучеников Адриана и Наталии г. Одессы.
В 1999 году окончил Московскую духовную академию.
В 1999 году определением Священного Синода Украинской Православной Церкви назначен наместником Успенского монастыря в Одессе.
В 2000 году митрополитом Киевским и всея Украины Владимиром награждён правом ношения второго креста за богослужением.
В 2005 году окончил Одесскую национальную юридическую академию с присвоением квалификации «юрист».
В 2006 году был избран депутатом Одесского областного совета от Народного Блока Литвина, но почти сразу перешёл к «регионалам».
13 июля 2006 года решением Священного Синода Украинской Православной Церкви избран епископом Белгород-Днестровским, викарием Одесской епархии.
18 августа 2006 года Успенском соборе Одессы митрополит Киевский и всея Украины Владимир (Сабодан) возглавил наречение архимандрита Алексия во епископа Белгород-Днестровского.
19 августа 2006 года Успенском соборе Одессы хиротонисан во епископа Белгород-Днестровского, викария Одесской епархии. Хиротонию совершили: митрополит Киевский и всея Украины Владимир (Сабодан), митрополит Одесский и Измаильский Агафангел (Саввин), митрополит Луганский и Старобельский Иоанникий (Кобзев), архиепископ Уральский и Гурьевский Антоний (Москаленко), архиепископ Ровенский и Острожский Варфоломей (Ващук), архиепископ Хмельницкий и Шепетовский Антоний (Фиалко), архиепископ Владимир-Волынский и Ковельский Симеон (Шостацкий), архиепископ Криворожский и Никопольский Ефрем (Кицай), архиепископ Хустский и Виноградовский Иоанн (Сиопко), архиепископ Вышгородский Павел (Лебедь), епископ Конотопский и Глуховский Иннокентий (Шестопаль), епископ Черниговский и Нежинский Амвросий (Поликопа) и епископ Ниспоренский Петр (Мустяцэ).
22 ноября 2012 года в киевском Свято-Пантелеимоновом монастыре в Феофании митрополитом Киевским и всея Украины Владимиром (Сабоданом) был возведён в сан архиепископа
20 декабря 2012 года решением Священного Синода Украинской Православной Церкви назначен на новообразованную Балтскую епархию.
17 августа 2018 года в Успенском соборе Киево-Печерской Лавры митрополитом Киевским и всея Украины Онуфрием (Березовским) возведён в сан митрополита.

## Награды
- 1995 — орден святого равноапостольного князя Владимира III ст.
- 1998 — орден преподобного Нестора Летописца II ст.
- 2000 — орден Преподобного Сергия Радонежского III ст.
- орден святого благоверного князя Даниила Московского III степени (15 октября 2003[9])
- 2004 — орден святителя Алексия III ст.
- 2000 — юбилейный орденом «Рождество Христово» I ст.
- 2002 — юбилейный медалью «Харьковский Собор — 10 лет» I ст.
- 2003 — орденый «Рождество Христово» II ст.
- 2005 — орденый преподобного Нестора Летописца I ст.
- 2015 — орден Петра Могилы[укр.][10]